# Villafuerte
Villafuerte is een gemeente in de Spaanse provincie Valladolid in de regio Castilië en León met een oppervlakte van 26,00 km². Villafuerte telt 94 inwoners (1 januari 2016).

## Demografische ontwikkeling

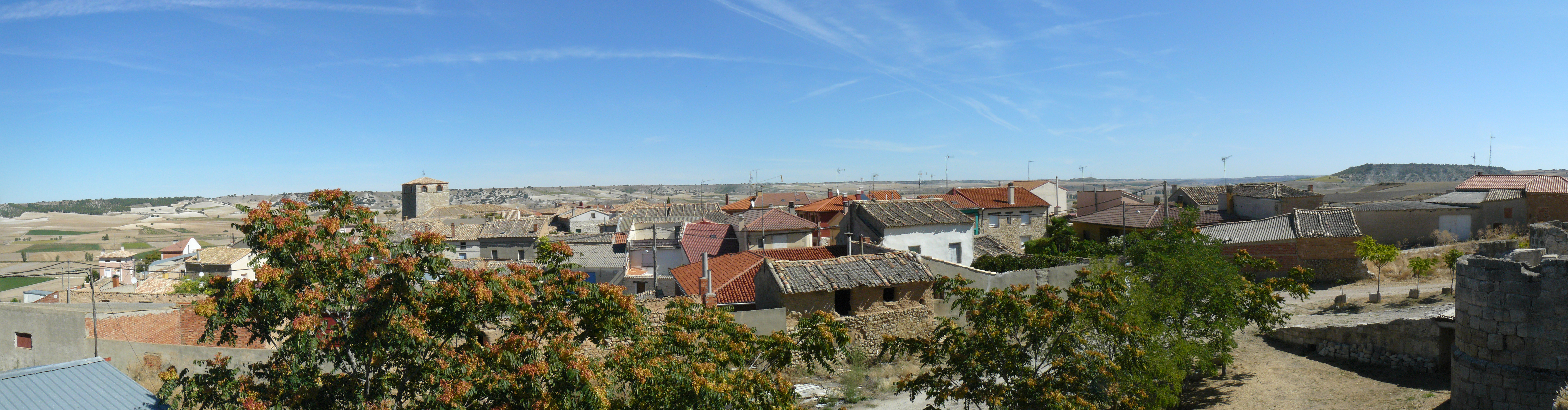
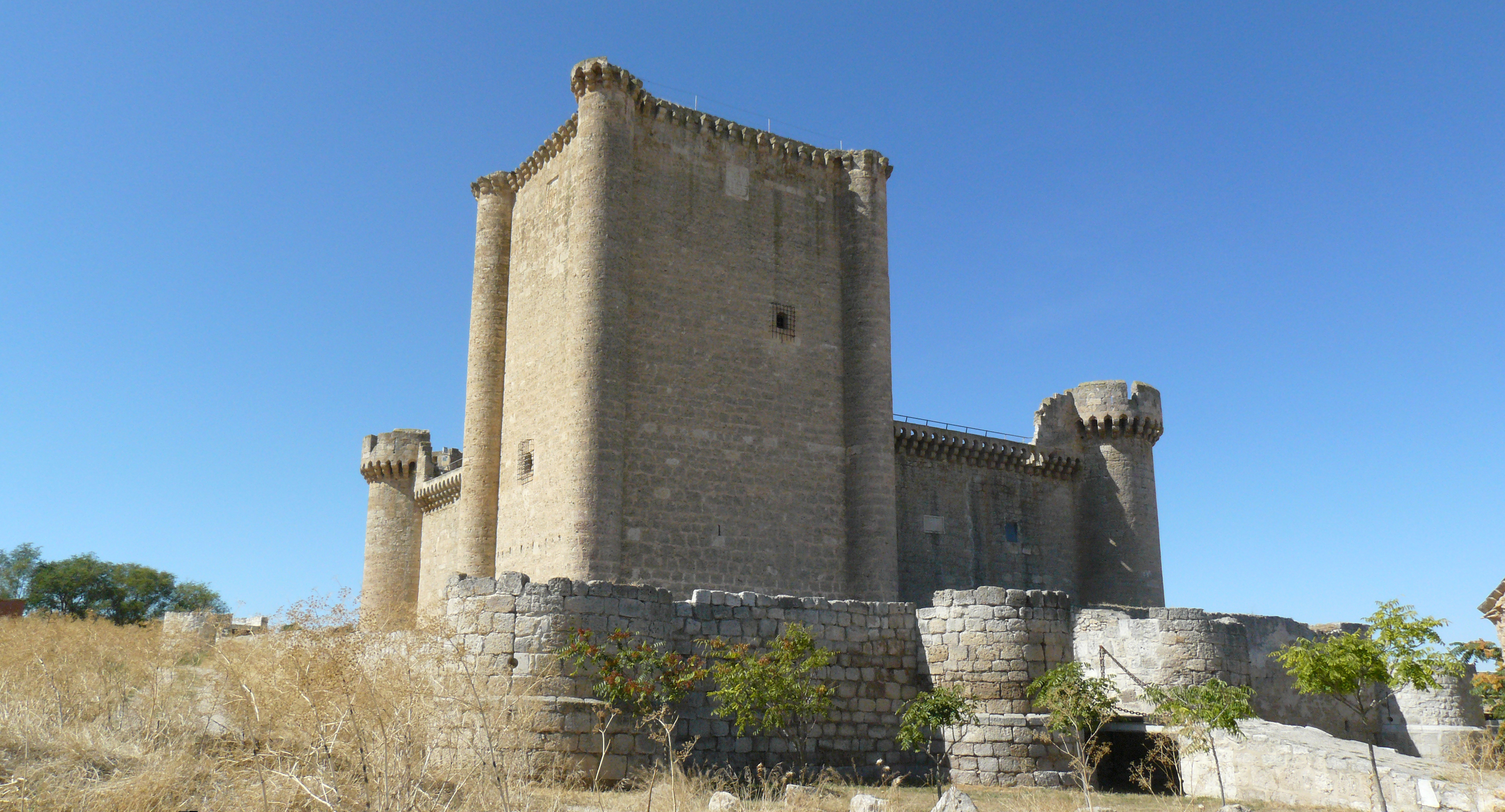
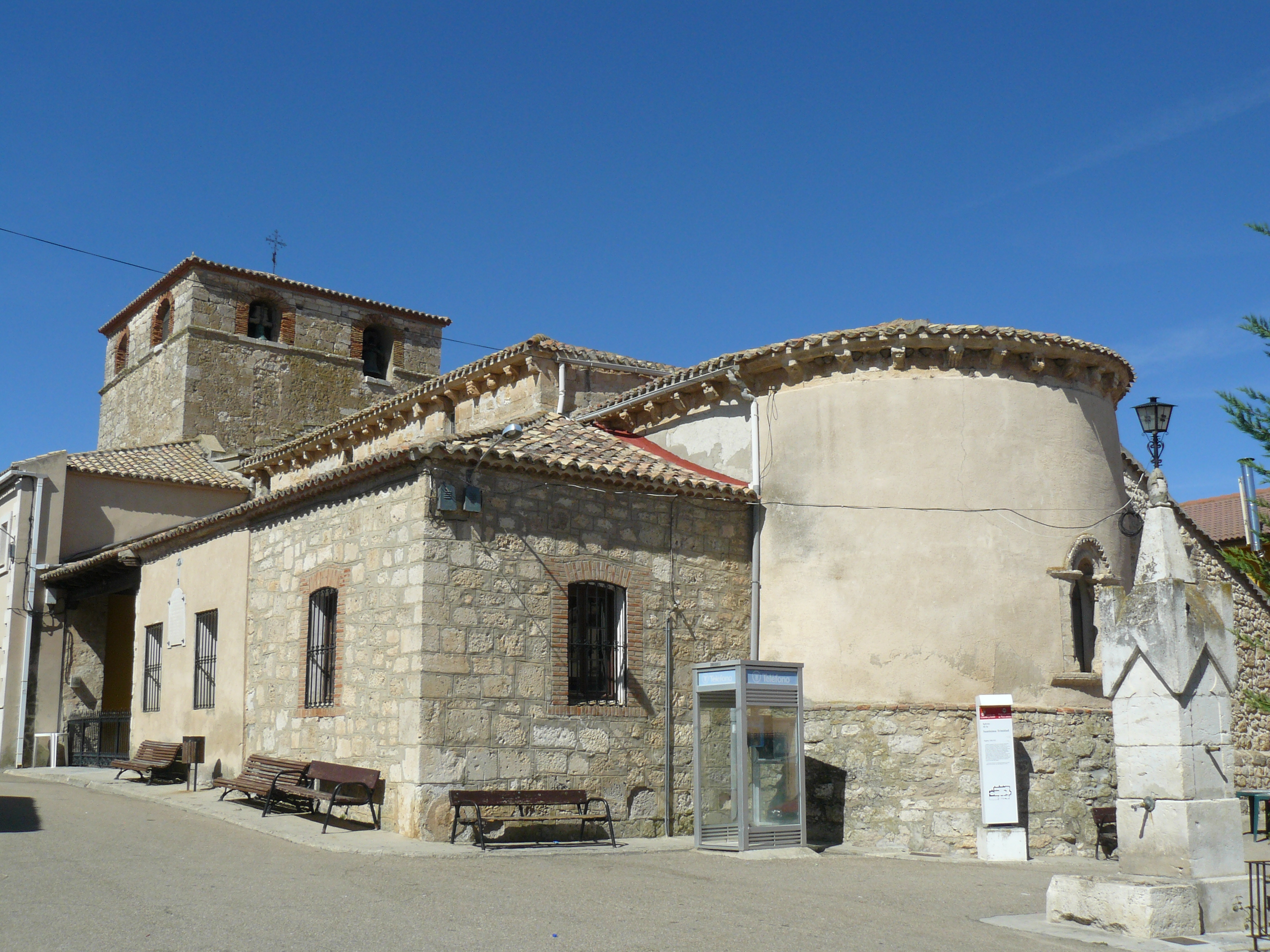
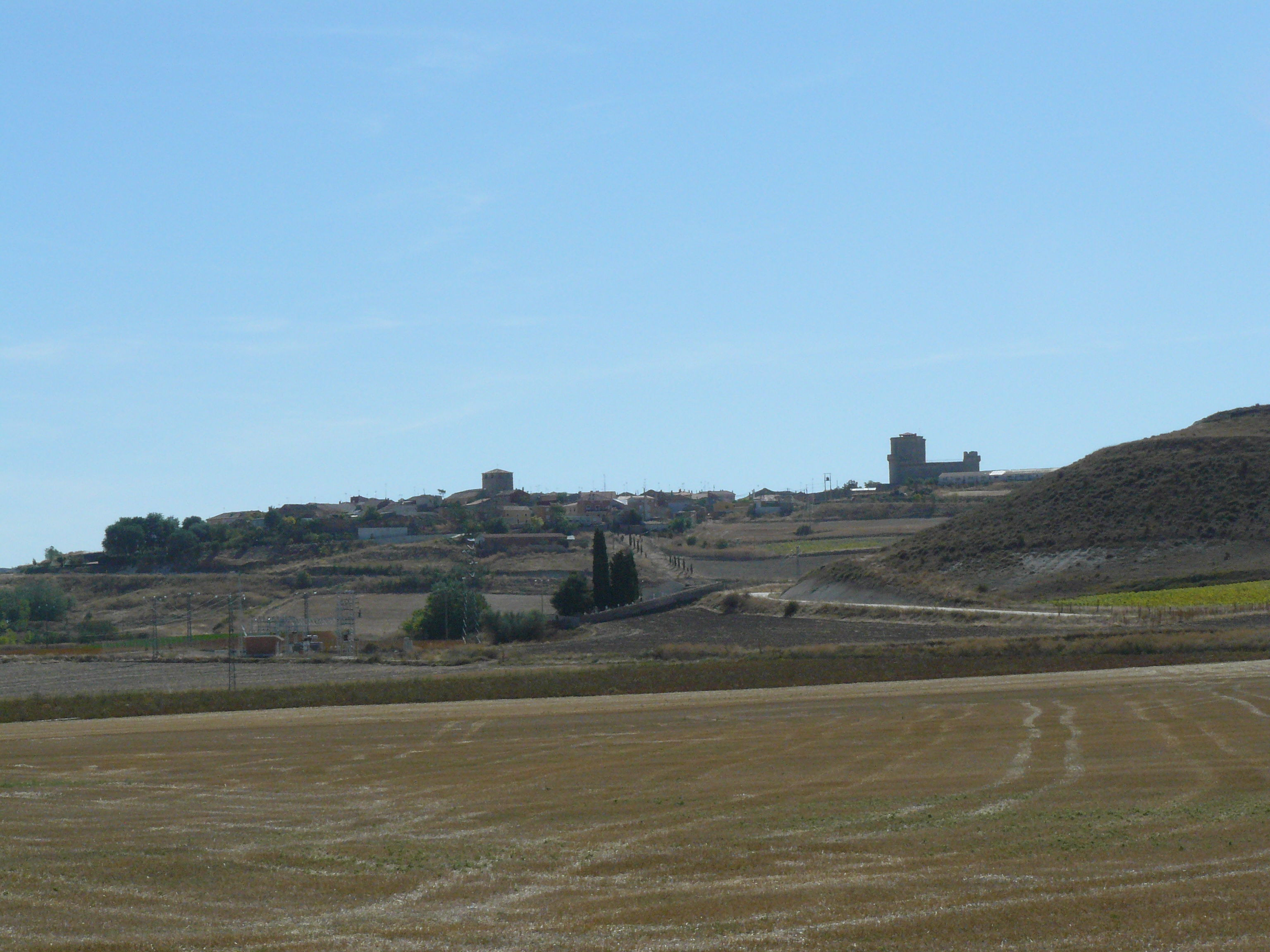

Bron: INE, 1857-2011: volkstellingen